# Wybory regionalne w Bawarii w 2003 roku
Wybory regionalne w landzie Bawaria odbyły się 21 września 2003. Zakończyły się one zwycięstwem CSU, która mogła sama sformować rząd, zdobywając ponad 2/3 miejsc w Landtagu, co zdarzyło się po raz pierwszy w historii wyborów w Niemczech. Na czele rządu pozostał Edmund Stoiber.

## Wyniki
|  | Partia                                   | Głosy      | Procent (zmiana) | Procent (zmiana) | Mandaty (zmiana) | Mandaty (zmiana) | % mandatów |
|  | ---------------------------------------- | ---------- | ---------------- | ---------------- | ---------------- | ---------------- | ---------- |
|  | Unia Chrześcijańsko-Społeczna (CSU)      | 6 217 864  | 60,7%            | +7,8%            | 124              | +1               | 68,9%      |
|  | Socjaldemokratyczna Partia Niemiec (SPD) | 1 508 358  | 19,6%            | -9,1%            | 41               | -26              | 22,8%      |
|  | Związek 90/Zieloni                       | 793 050    | 7,7%             | +2,0%            | 15               | +1               | 8,3%       |
|  | Wolna Partia Demokratyczna (FDP)         | 263 731    | 2,6%             | +0,9%            | -                | -                | -          |
|  | Republikanie                             | 229 464    | 2,2%             | -1,4%            | -                | -                | -          |
|  | Wolni Wyborcy Bawarii                    | 411,306    | 4,0%             | +0,3%            | -                | -                | -          |
|  | Ekologiczna Partia Demokratyczna (ÖDP)   | 200,103    | 2,0%             | +0,2%            | -                | -                | -          |
|  | Pozostali                                | 120 952    | 1,2%             | -0,7%            | -                | -                | -          |
|  | Razem                                    | 10 248 735 | 100,0%           | -                | 180              | -24              | 100,0%     |